# Stanley Lane-Poole

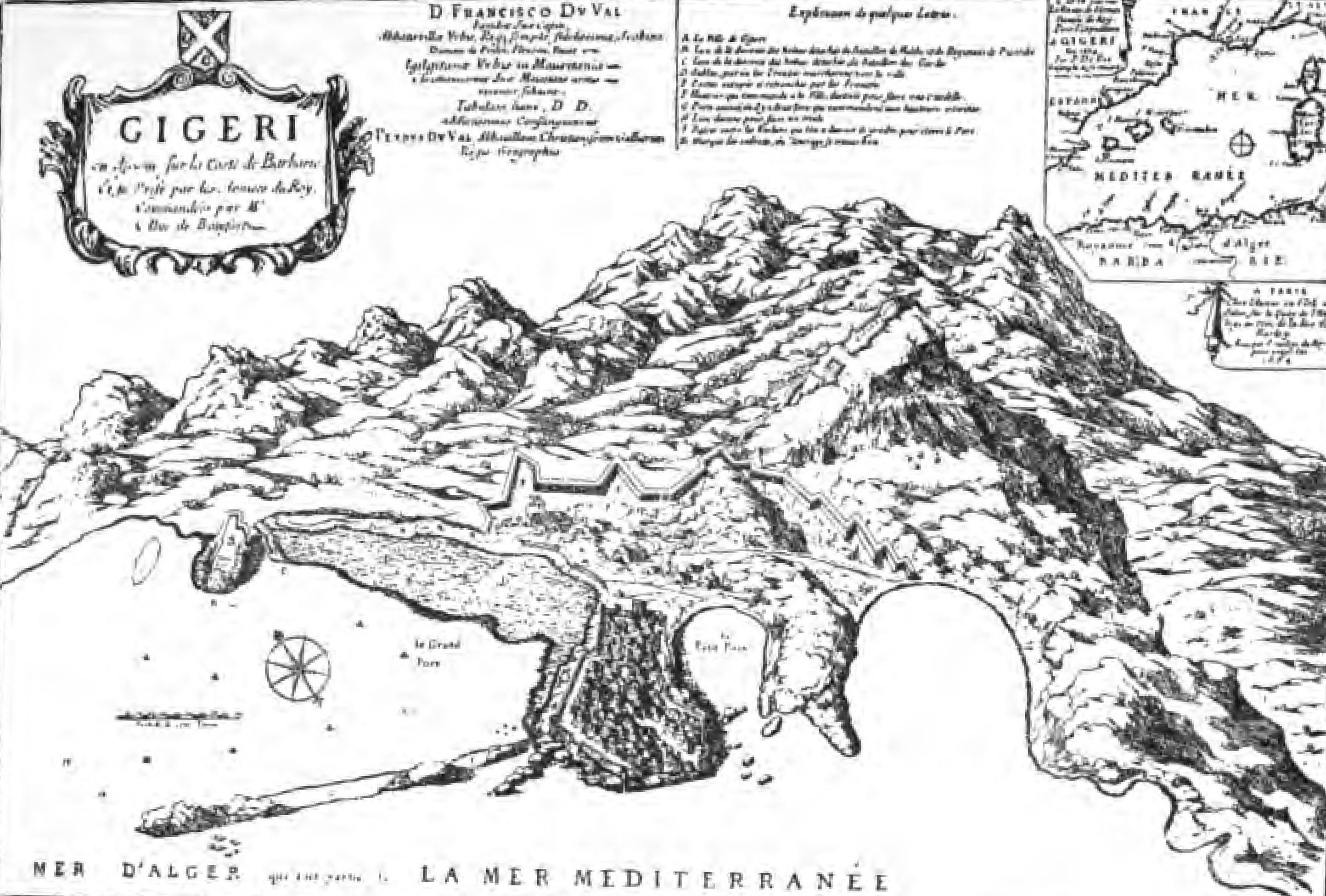
Jijel in 1664 secondo Stanley Lane-Poole

Stanley Lane-Poole (Londra, 18 dicembre 1854 – 29 dicembre 1931) è stato un orientalista, archeologo e numismatico britannico.
Suo zio era Edward William Lane.

## Biografia
Lane-Poole ha lavorato dal 1874 al 1892 al British Museum, e in seguito è andato in Egitto per effettuare ricerche di archeologia egizia. Dal 1897 al 1904 ha tenuto la cattedra di professore di studi arabici al Trinity College di Dublino.
È stato insignito nel 1900 con la medaglia della Royal Numismatic Society.
La sua opera principale, History of Egypt in the Middle Ages (Storia d'Egitto nel Medio Evo) del 1901 (ristampata più volte), è inclusa nella storia dell'Egitto (A History of Egypt) a cura di William Matthew Flinders Petrie.

## Pubblicazioni
- Completamento del primo libro di Arabic-English Lexicon, lasciato incompiuto da suo zio Edward William Lane
- The Life of Edward William Lane (1877)
- The People of Turky (1878)
- Lane's Selection From the Kuran (1879)
- Egypt (1881)
- Le Kuran, sa poesie et ses Lois (1882)
- Studies in a Mosque (Cairo, febbraio 1883)
- Picturesque Palestine, Sinai and Egypt, D. Appleton: New York (1883)
- Social Life in Egypt: A Description of the Country & Its People (1884)
- The Life of the late General F.R. Chesney (editor) (1885)
- The Story of the Moors in Spain (1886)
- Turkey (1888)
- The Barbary Corsairs (1890)
- Sir Richard Church (1890)[1]
- The Speeches and Table-Talk of the Prophet Mohammad (1893)
- The Mohammedan Dynasties: Chronological and Genealogical Tables with Historical Introductions (1894)
- Saladin: All-Powerful Sultan and the Uniter of Islam (1898)
- Babar (1899)
- History of Egypt in the Middle Ages (1901)
- Medieval India under Mohammedan Rule, AD 712-1764 (1903)
- Saladin and the Fall of the Kingdom of Jerusalem (1903)
- The Story of Cairo (1906)
- Stanley Lane-Poole, History of India: From Mohammedan Conquest to the Reign of Akbar the Great (Vol. 3), London, Grolier society, 1907.
- Life of Sir Harry Parkes with F.V. Dickins (1894)

### Curatele
- Edward William Lane, An Arabic-English lexicon: derived from the best and the most copious eastern sources, a cura di Stanley Lane-Poole, Williams and Norgate, 1885,  p. 3064. URL consultato il 6 luglio 2011.
- Edward William Lane, An Arabic-English lexicon: derived from the best and the most copious eastern sources, a cura di Stanley Lane-Poole, Volume 1, Part 1 of An Arabic-English Lexicon, Williams and Norgate, 1863,  p. 3064. URL consultato il 6 luglio 2011.
- Edward William Lane, Stanley Lane-Poole, An Arabic-English lexicon: derived from the best and the most copious eastern sources ..., Williams and Norgate, 1865. URL consultato il 6 luglio 2011.
- Edward William Lane, Stanley Lane-Poole, An Arabic-English lexicon: derived from the best and the most copious eastern sources ..., Volume 1 of An Arabic-English Lexicon: Derived from the Best and the Most Copious Eastern Sources, Williams and Norgate, 1863. URL consultato il 6 luglio 2011.
- Edward William Lane, An Arabic-English lexicon: derived from the best and the most copious eastern sources, a cura di Stanley Lane-Poole, Volume 1, Part 8 of An Arabic-English Lexicon, Williams and Norgate, 1893,  p. 3064. URL consultato il 6 luglio 2011.
- Edward William Lane, An Arabic-English lexicon: derived from the best and the most copious eastern sources, a cura di Stanley Lane-Poole, Volume 1, Part 6 of An Arabic-English Lexicon, Williams and Norgate, 1877,  p. 3064. URL consultato il 6 luglio 2011.
- Edward William Lane, Arabic-English lexicon, Volume 1, Part 2, a cura di Stanley Lane-Poole, reprint, Islamic Book Centre, 1865,  p. 3064. URL consultato il 6 luglio 2011.
- Edward William Lane, Arabic-English lexicon, Volume 1, Part 4, a cura di Stanley Lane-Poole, reprint, Islamic Book Centre, 1872,  p. 3064. URL consultato il 6 luglio 2011.